# Tim Sparwasser
Tim Dominik Sparwasser  —8 de enero de 1969, Maguncia— es un médico alemán, microbiólogo e inmunólogo, especializado en infecciones . En 2018, Sparwasser aceptó un ofrecimiento de la Universidad de Maguncia y se convirtió en el director del Instituto de Microbiología e Higiene Médica (IMMH).

## Trayectoria
Sparwasser estudió medicina en la Universidad Johannes Gutenberg de Maguncia y en la Universidad Ludwig-Maximilian de Múnich (LMU), becado por el Studienstiftung des Deutschen Volkes y obtuvo su título de doctor en medicina en 1996. Continuó su trabajo de investigación, primero, en el Instituto de Microbiología Médica, Inmunología e Higiene (MIH) de la Universidad Técnica de Munich (TUM) y, luego, en el Instituto Skirball como becario postdoctoral del Instituto Médico Howard Hughes (HHMI) en Nueva York.
En 2008, obtuvo la habilitación en el MIH de la Universidad Técnica de Munich y en el mismo año se convirtió en el director del Instituto de Inmunología de Infecciones en Twincore, Centro de Investigación de Infecciones Experimentales y Clínicas, una empresa conjunta de la Escuela de Medicina de Hannover (MHH) y el Centro Helmholtz de Investigación de Infecciones (HZI).
En 2018, Sparwasser aceptó un ofrecimiento de la Universidad de Maguncia y se convirtió en el director del Instituto de Microbiología Médica e Higiene (IMMH), después de haber declinado previamente un ofrecimiento de la Universidad Técnica de Dresde en 2017.
De 2014 a 2022 fue miembro del consejo de la Sociedad Alemana de Inmunología (DGfI), y en 2018 se convirtió en miembro del comité directivo del Centro de Investigación de Inmunoterapia (FZI) de la Universidad de Maguncia. De 2019 a 2025 fue elegido como representante alemán en el Consejo de la Unión Internacional de Sociedades de Inmunología (IUIS). Tim Sparwasser ha sido nombrado recientemente miembro del consejo asesor del Centro de Investigación en Enfermedades Inflamatorias (CRID) de São Paulo. El CRID cuenta con el apoyo de la Facultad de Medicina de Ribeirão Preto de la Universidad de São Paulo y de la Fundación para la Financiación de la Investigación en el Estado de São Paulo (FAPESP). Ese mismo año, el Prof. Sparwasser declinó una llamada de la Universidad Justus-Liebig de Giessen para ocupar un puesto de Catedrático W3 de Microbiología Médica. Desde 2023, es miembro del Consejo Asesor externo de NextImmune2 en el Instituto de Salud de Luxemburgo (LIH). En 2022, el Prof. Sparwasser fue galardonado con el Premio Leloir, del Ministerio de Ciencia, Tecnología e Innovación de Argentina, en Buenos Aires, por sus actividades de promoción y fortalecimiento de la cooperación germano-argentina. Sparwasser es uno de los inmunólogos más citados en Europa y ha publicado más de 200 artículos científicos, listados en el Science Citation Index. Sus publicaciones han sido citadas más de 21700 veces y su índice h es de 75.

## Líneas de investigación
Los principales intereses de su laboratorio en el Instituto de Microbiología e Higiene Médica son las interacciones huésped-patógeno. Sparwasser fue uno de los primeros en reconocer que las secuencias microbianas de ADN que contienen motivos específicos de CpG, activan las células del sistema inmunológico innato y, por lo tanto, pueden utilizarse como coadyuvantes en los enfoques de vacunación experimental. Utilizando nuevos modelos genéticos, Sparwasser demostró directamente, por primera vez, el papel de las denominadas células T reguladoras en la prevención de la autoinmunidad, así como su importancia en la respuesta inmunológica adaptativa contra las células tumorales y diversos patógenos. Desde 2010, Sparwasser ha estado trabajando en los efectos inmunomoduladores de los metabolitos bacterianos y, en particular, en el metabolismo de las células immunes para mejorar las respuestas inmunitarias y las vacunaciones.

## Reconocimientos
Sparwasser fue becario de la Fundación Académica Nacional Alemana. La Sociedad Alemana de Higiene y Microbiología (DGHM) le otorgó el premio DGHM en 1999. Entre 1999 y 2002, Sparwasser recibió el premio de beca posdoctoral para médicos del HHMI. El Ministerio de Ciencia, Tecnología e Innovación de Argentina concedió al Prof. Sparwasser el Premio Leloir en 2022. En mayo de 2024, Sparwasser fue seleccionada por la Fundación Alexander von Humboldt como scout para el Programa de Escultismo Henriette Herz.

## Enlaces web
- La literatura de Tim Sparwasser en el catálogo de la Biblioteca Nacional Alemana
- Literatura de Tim Sparwasser en la base de datos bibliográfica de WorldCat
- Sitio web de la silla Sparwasser
- Sitio web del laboratorio de investigación Sparwasser
- Currículum vitae de Tim Sparwasser (2019) Archivado el 26 de enero de 2021 en Wayback Machine.
- Publicaciones de Tim Sparwasser